# سونگ ایل گوک
سونگ ایل گوک (به کره‌ای: 송일국؛ زادهٔ ۱ اکتبر ۱۹۷۱) بازیگر سینما و تئاتر اهل کره جنوبی است که بیشتر برای بازی در مجموعه افسانه جومونگ (۲٠٠۶) به عنوان شخصیت اصلی شناخته می‌شود.

## زندگی شخصی
سونگ، پسر سیاستمدار و بازیگر سابق، کیم اِیول دونگ است. پدر پدربزرگ او، کیم کوا چین، آنارشیسم معروف و ژنرال جنبش استقلال کره در ابتدای سده ۱۹ بوده‌است.
او فارغ‌التحصیل رشته هنرهای نمایشی است. وی در ۱۵ مارس ۲۰۰۸، با یک وکیل اهل بوسان ازدواج کرد.

## فیلم‌شناسی

### مجموعه‌های تلویزیونی
| سال  | عنوان                      | نقش                           | شبکه      | زبان خارجی |
| ---- | -------------------------- | ----------------------------- | --------- | ---------- |
| ۱۹۹۸ | زن به زن                   |                               | ام بی سی  | MBC        |
| ۱۹۹۹ | ما واقعاً عاشق بودیم        |                               | ام بی سی  | MBC        |
| ۱۹۹۹ | خداحافظ عشقم               |                               | ام بی سی  | MBC        |
| ۱۹۹۹ | به سوی نور خورشید          |                               | ام بی سی  | MBC        |
| ۲۰۰۰ | همه چیز درباره ایو         |                               | ام بی سی  | MBC        |
| ۲۰۰۲ | عشق سخت                    | نا یئونگجائه                  | کی بی اس۲ | CBS 2      |
| ۲۰۰۲ | داستان سلطنتی: جانگ هی بین | کیم جونتائک                   | کی بی اس۲ | CBS 2      |
| ۲۰۰۲ | آلبوم زندگی                | شین هیئونگشیک                 | کی بی اس۱ | CBS 1      |
| ۲۰۰۳ | بادیگارد                   | هان سئونگسو                   | کی بی اس۲ | CBS 2      |
| ۲۰۰۳ | بهار در بیابان             | کیهیئون                       | ام بی سی  | MBC        |
| ۲۰۰۴ | مردم دهکده گلاب            | کانگ سانگ وو                  | ام بی سی  | MBC        |
| ۲۰۰۴ | شرایط عشق                  | نا جانگ-سو                    | کی بی اس۱ | CBS 1      |
| ۲۰۰۴ | امپراتور دریا              | یوم جانگ                      | کی بی اس۲ | CBS 2      |
| ۲۰۰۶ | افسانه جومونگ              | جومونگ                        | ام بی سی  | MBC        |
| ۲۰۰۷ | لابیست                     | هری کیم                       | اس‌بی‌اس    | SBS        |
| ۲۰۰۸ | سرزمین بادها               | موهیول                        | کی بی اس۲ | CBS 2      |
| ۲۰۱۰ | مردی به نام خدا            | مایکل کینگ/چویی کنگ تا/پیترپن | ام بی سی  | MBC        |
| ۲۰۱۱ | دایره جنایی                | پارک سائه هیئوک               | کی بی اس۲ | CBS 2      |
| ۲۰۱۱ | خانواده کیمچی              | کی هوتائه                     | جی‌تی‌بی‌سی  | GTBC       |
| ۲۰۱۶ | جانگ یونگ شیل              | جانگ یونک شیل                 | کی‌بی‌اس    | CBS        |

### فیلم
| سال  | عنوان        | نقش           |
| ---- | ------------ | ------------- |
| ۲۰۰۵ | هنر فریبندگی | سئو مین-جون   |
| ۲۰۰۵ | چشم قرمز     |               |
| ۲۰۱۴ | سرگیجه       | هیون کی-جئونگ |
| ۲۰۱۵ | تتو          | هان جی سون    |

### برنامه‌های تلویزیونی
| سال  | عنوان         | شبکه      | نقش                                   | زبان خارجی |
| ---- | ------------- | --------- | ------------------------------------- | ---------- |
| ۲۰۱۲ | شایستگی مردان | کی بی اس۲ | Triathlon Coach (Ep 173–174, 178–180) | CBS 2      |
| ۲۰۱۴ | بازگشت سوپرمن | کی بی اس۲ | Series regular                        | CBS 2      |

## جوایز
| سال  | جایزه                                    | دسته                                                        | کار نامزد شده       | نتیجه    |
| ---- | ---------------------------------------- | ----------------------------------------------------------- | ------------------- | -------- |
| ۲۰۰۲ | جوایز درام KBS                           | بهترین بازیگر جدید                                          | Album of Life       | برنده    |
| ۲۰۰۳ | جوایز درام KBS                           | جایزه بازیگر خوب                                            | Bodyguard           | نامزدشده |
| ۲۰۰۴ | جوایز درام KBS                           | جایزه بازیگر خوب                                            | Terms of Endearment | نامزدشده |
| ۲۰۰۴ | جوایز درام KBS                           | جایزه بهترین زوج به همراه هان گا این                        | Terms of Endearment | برنده    |
| ۲۰۰۵ | جوایز درام KBS                           | جایزه بازیگر خوب                                            | امپراتور دریا       | برنده    |
| ۲۰۰۵ | جوایز درام KBS                           | جایزه بازیگر مردمی                                          | امپراتور دریا       | برنده    |
| ۲۰۰۵ | جوایز درام KBS                           | جایزه بهترین زوج به همراه سو ئه                             | امپراتور دریا       | برنده    |
| ۲۰۰۶ | جوایز درام MBC                           | جایزه بزرگ (Daesang)                                        | افسانه جومونگ       | برنده    |
| ۲۰۰۶ | جوایز درام MBC                           | جایزه بهترین بازیگر                                         | افسانه جومونگ       | برنده    |
| ۲۰۰۶ | Grimae Awards                            | بهترین بازیگر مرد                                           | افسانه جومونگ       | برنده    |
| ۲۰۰۶ | چهاردهمین دوره جوایز فرهنگی و سرگرمی کره | بهترین بازیگر مرد                                           | افسانه جومونگ       | برنده    |
| ۲۰۰۷ | نوزدهمین جایزه تهیه‌کننده کره             | بهترین بازیگر مرد                                           | افسانه جومونگ       | برنده    |
| ۲۰۰۷ | چهل و سومین جایزه هنری پکسانگ            | جایزه هنری پکسانگ برای بهترین بازیگر نقش اول مرد (تلویزیون) | افسانه جومونگ       | نامزدشده |
| ۲۰۰۷ | 41st Taxpayer's Day                      | گرفتن تقدیر از نخست‌وزیر                                     | —                   | برنده    |
| ۲۰۰۷ | جوایز درام SBS                           | جایزه بهترین بازیگر                                         | Lobbyist            | نامزدشده |
| ۲۰۰۸ | جوایز درام KBS                           | جایزه بهترین بازیگر                                         | سرزمین بادها        | برنده    |
| ۲۰۰۸ | جوایز درام KBS                           | جایزه بهترین زوج به همراه چویی جونگ وون                     | سرزمین بادها        | برنده    |
| ۲۰۰۹ | چهل و پنجمین جایزه هنری پکسانگ           | جایزه هنری پکسانگ برای بهترین بازیگر نقش اول مرد (تلویزیون) | سرزمین بادها        | نامزدشده |
| ۲۰۰۹ | جوایز جشنواره مدل آسیا                   | جایزه ستاره آسیا                                            | —                   | برنده    |
| ۲۰۱۱ | جوایز فرهنگ و هنر محبوب جمهوری دوم کره   | گرفتن تقدیر از وزیر فرهنگ، ورزش و جهانگردی                  | —                   | برنده    |
| ۲۰۱۱ | جوایز درام KBS                           | جایزه بهترین بازیگر یک مینی سریال                           | دایره جنایی         | نامزدشده |
| ۲۰۱۲ | Goodwill Cooperation Service (GCS)       | جایزه ای برای خدمت به سمت صلح جهانی                         | —                   | برنده    |
| ۲۰۱۳ | دومین جشنواره درام تاریخی                | ستاره درام تاریخی که کره را روشن کرد.                       | —                   | برنده    |
| ۲۰۱۴ | جوایز سرگرمی KBS                         | جایزه ویژه تهیه‌کنندگان                                      | بازگشت سوپرمن       | برنده    |
| ۲۰۱۵ | جوایز سرگرمی KBS                         | Excellence Award, Male in Variety Show Category             | بازگشت سوپرمن       | برنده    |
| ۲۰۱۶ | جوایز درام KBS                           | جایزه بهترین بازیگر                                         | جانگ یونگ شیل       | نامزدشده |
| ۲۰۱۶ | جوایز درام KBS                           | جایزه بهترین بازیگر یک درام                                 | جانگ یونگ شیل       | برنده    |